# SRD (公司)
SRD（日语：株式会社SRD）是一家日本公司，总部位于京都府京都市下京区。主营业务为电子游戏与web系统的开发与验收。

## 概要
1979年1月创立于大阪府守口市，名称为日语假名书写的“S.R.D.”（エス.アール.ディー），來自其英文全名“Systems Research and Development”（系統研究與開發），2011年改为英文字母书写的“SRD”，2013年搬迁至京都府京都市。
SRD与任天堂共同开发游戏软件、任天堂eShop等系统，并在任天堂京都总部大楼设有办事处。1980年代，主要活动是将街机游戏移植到红白机平台。此外，还为AutoCAD LT开发机械设计支持程序，相关业务已于2016年终止。
2022年2月24日，任天堂宣布已与公司股东签署股权转让协议，从而将SRD变为自己的子公司，并于2022年4月1日完成收购。

## 参与开发的作品
| 发售日期       | 标题                                      | 平台                               |
| -------------- | ----------------------------------------- | ---------------------------------- |
| 1983年7月15日  | 大金刚                                    | 红白机                             |
| 1983年7月15日  | 大金刚Jr.                                 | 红白机                             |
| 1983年8月27日  | 麻将                                      | 红白机                             |
| 1983年12月12日 | 小金剛算數                                | 红白机                             |
| 1984年11月30日 | 越野机车                                  | 红白机                             |
| 1984年11月     | 气球大战                                  | 街机                               |
| 1985年1月30日  | 敲冰块                                    | 红白机                             |
| 1985年9月13日  | 超级马力欧兄弟                            | 红白机                             |
| 1986年2月21日  | 塞尔达传说                                | FC磁碟機                           |
| 1986年4月14日  | 謎之村雨城                                | FC磁碟機                           |
| 1986年6月3日   | 超级马力欧兄弟2                           | FC磁碟機                           |
| 1987年1月14日  | 林克的冒險                                | FC磁碟機                           |
| 1987年7月10日  | 夢工廠悸動恐慌                            | FC磁碟機                           |
| 1987年10月30日 | FC大奖赛系列                              | FC磁碟機                           |
| 1988年10月23日 | 超級瑪利歐兄弟3                           | 红白机                             |
| 1990年11月21日 | 超級瑪利歐世界                            | 超級任天堂                         |
| 1991年11月21日 | 塞尔达传说 众神的三角力量                 | 超級任天堂                         |
| 1992年9月14日  | 超级马力欧兄弟USA                         | 红白机                             |
| 1993年6月6日   | 塞尔达传说 织梦岛                         | Game Boy                           |
| 1993年7月14日  | 超级马力欧合辑                            | 超級任天堂                         |
| 1995年8月5日   | 超级马力欧 耀西岛                         | 超級任天堂                         |
| 1996年6月23日  | 超級瑪利歐64                              | 任天堂64                           |
| 1996年10月26日 | 奇異 〜猴子們的寶島〜                     | 超級任天堂                         |
| 1997年4月27日  | 星际火狐64                                | 任天堂64                           |
| 1997年12月21日 | 耀西故事                                  | 任天堂64                           |
| 1998年11月21日 | 塞尔达传说 时之笛                         | 任天堂64                           |
| 2000年4月27日  | 塞尔达传说 姆吉拉的假面                   | 任天堂64                           |
| 2000年8月23日  | 滾滾卡比                                  | Game Boy Color                     |
| 2001年3月21日  | 超級瑪利歐Advance                         | Game Boy Advance                   |
| 2001年12月14日 | 動物森友會+                               | 任天堂GameCube                     |
| 2001年12月14日 | 超級瑪利歐Advance2                        | Game Boy Advance                   |
| 2002年9月20日  | 超级马力欧 耀西岛                         | Game Boy Advance                   |
| 2002年12月13日 | 塞尔达传说 风之杖                         | 任天堂GameCube                     |
| 2003年3月14日  | 塞尔达传说 众神的三角力量与四人之剑       | Game Boy Advance                   |
| 2003年6月27日  | 動物森友會e+                              | 任天堂GameCube                     |
| 2004年3月18日  | 塞尔达传说 四人之剑+                      | 任天堂GameCube                     |
| 2004年12月2日  | 超级马力欧64DS                            | 任天堂DS                           |
| 2005年1月27日  | 捕捉！触摸！耀西！                        | 任天堂DS                           |
| 2005年11月23日 | 欢迎来到 动物森友会                       | 任天堂DS                           |
| 2006年5月25日  | 新超级马力欧兄弟                          | 任天堂DS                           |
| 2006年12月2日  | 塞尔达传说 黄昏公主                       | 任天堂GameCube（仅限在线销售） Wii |
| 2007年3月29日  | 英语苦手的成人DS训练：更多的英语难题      | 任天堂DS                           |
| 2007年6月23日  | 塞尔达传说 幻影沙漏                       | 任天堂DS                           |
| 2007年12月1日  | Wii Fit                                   | Wii                                |
| 2008年5月1日   | 林克的十字弓訓練                          | Wii                                |
| 2008年6月26日  | 明星樂團大合奏 DX                         | 任天堂DS                           |
| 2008年11月20日 | 动物森友会 城市大家庭                     | Wii                                |
| 2009年10月1日  | Wii Fit Plus                              | Wii                                |
| 2009年12月3日  | 新超级马力欧兄弟Wii                       | Wii                                |
| 2009年12月23日 | 塞尔达传说 大地的汽笛                     | 任天堂DS                           |
| 2010年10月21日 | 超级马里奥合辑 特别包                     | Wii                                |
| 2011年2月26日  | 瞬間交錯Mii廣場                           | 任天堂3DS                          |
| 2011年11月23日 | 塞尔达传说 御天之剑                       | Wii                                |
| 2012年7月28日  | New 超级马力欧兄弟2                       | 任天堂3DS                          |
| 2012年11月8日  | 来吧！动物森友会                          | 任天堂3DS                          |
| 2012年12月8日  | 新超级马力欧兄弟U                         | Wii U                              |
| 2012年12月8日  | 任天堂大陆                                | Wii U                              |
| 2013年6月19日  | New 超级路易吉U                           | Wii U                              |
| 2013年9月26日  | 塞尔达传说 风之杖 HD                      | Wii U                              |
| 2013年12月26日 | 塞尔达传说 众神的三角力量2                | 任天堂3DS                          |
| 2015年7月13日  | 动物森友会 快乐之家设计师                 | 任天堂3DS                          |
| 2015年9月10日  | 超級瑪利歐創作家                          | Wii U                              |
| 2015年10月22日 | 塞尔达传说 三角力量英雄                   | 任天堂3DS                          |
| 2016年4月21日  | 星際火狐 零                               | Wii U                              |
| 2016年12月15日 | 超级马力欧酷跑                            | iOS Android                        |
| 2017年3月3日   | 塞尔达传说 旷野之息                       | Wii U 任天堂Switch                 |
| 2017年3月3日   | 1-2-Switch                                | 任天堂Switch                       |
| 2018年4月20日  | Nintendo Labo Toy-Con 01: Variety Kit     | 任天堂Switch                       |
| 2018年4月20日  | Nintendo Labo Toy-Con 02: Robot Kit       | 任天堂Switch                       |
| 2018年9月14日  | Nintendo Labo Toy-Con 03: Drive Kit       | 任天堂Switch                       |
| 2019年1月11日  | 新超级马力欧兄弟U 豪华版                  | 任天堂Switch                       |
| 2019年4月12日  | Nintendo Labo Toy-Con 04: VR Kit          | 任天堂Switch                       |
| 2019年6月28日  | 超级马力欧创作家2                         | 任天堂Switch                       |
| 2019年10月18日 | 健身环大冒险                              | 任天堂Switch                       |
| 2020年3月20日  | 集合啦！動物森友會                        | 任天堂Switch                       |
| 2021年6月11日  | 附帶導航！一做就上手 第一次的遊戲程式設計 | 任天堂Switch                       |